# Julian Błeszczyński
Julian Błeszczyński (ur. 26 lipca 1825 Gąsiorowo koło Konina, zm. 11 lipca 1871) – polski heraldyk i genealog. 

## Życiorys
W latach 1855–1859 dietariusz w Archiwum Głównym Królestwa Polskiego. W latach 1860–1861 pracował w Heroldii Królestwa Polskiego. 
Był również encyklopedystą piszącym hasła z zakresu heraldyki do 28 tomowej Encyklopedii Powszechnej Orgelbranda z lat 1859-1868. Jego nazwisko wymienione jest w I tomie z 1859 roku na liście twórców zawartości tej encyklopedii .

## Wybrane publikacje
- Monografie historyczno-genealogiczne niektórych rodzin polskich, t. 1 przez Stanisława Kazimierza Kossakowskiego, z przypisami Juliana Błeszczyńskiego, Warszawa: nakł. aut. 1859 (wyd. 2 -1876).
- Monografie historyczno-genealogiczne niektórych rodzin polskich, t. 2 przez Stanisława Kazimierza Kossakowskiego, z przypisami Juliana Błeszczyńskiego, Warszawa: nakł. aut. 1860.
- Spis senatorów i dygnitarzy koronnych (świeckich) z XVIII wieku : według źródeł autentycznych, (Metryki Koronnéj, Sigillat Kanclers. Voluminów Legum i i.), Warszawa 1862.
- Monografie historyczno-genealogiczne niektórych rodzin polskich, t. 3 przez Stanisława Kazimierza Kossakowskiego, z przypisami Juliana Błeszczyńskiego, Warszawa 1872.